# Páginas Amarillas Open 1998
Páginas Amarillas Open 1998 — жіночий тенісний турнір, що проходив на відкритих кортах з ґрунтовим покриттям в Мадриді (Іспанія). Належав до турнірів 3-ї категорії в рамках Туру WTA 1998.  Відбувсь утретє і тривав з 18 до 23 травня 1998 року.

## Фінальна частина

### Одиночний розряд, жінки
Патті Шнідер —  Домінік Ван Рост 3–6, 6–4, 6–0
- Для Шнідер це був 4-й титул за сезон і 4-й — за кар'єру.

### Парний розряд, жінки
Флоренсія Лабат /  Домінік Ван Рост —  Рейчел Макквіллан /  Ніколь Пратт 6–3, 6–1
- Для Лабат це був єдиний титул за сезон і 6-й — за кар'єру. Для Ван Рост це був 2-й титул за сезон і 7-й — за кар'єру.